# St. Hubertus (Sachsenheim)

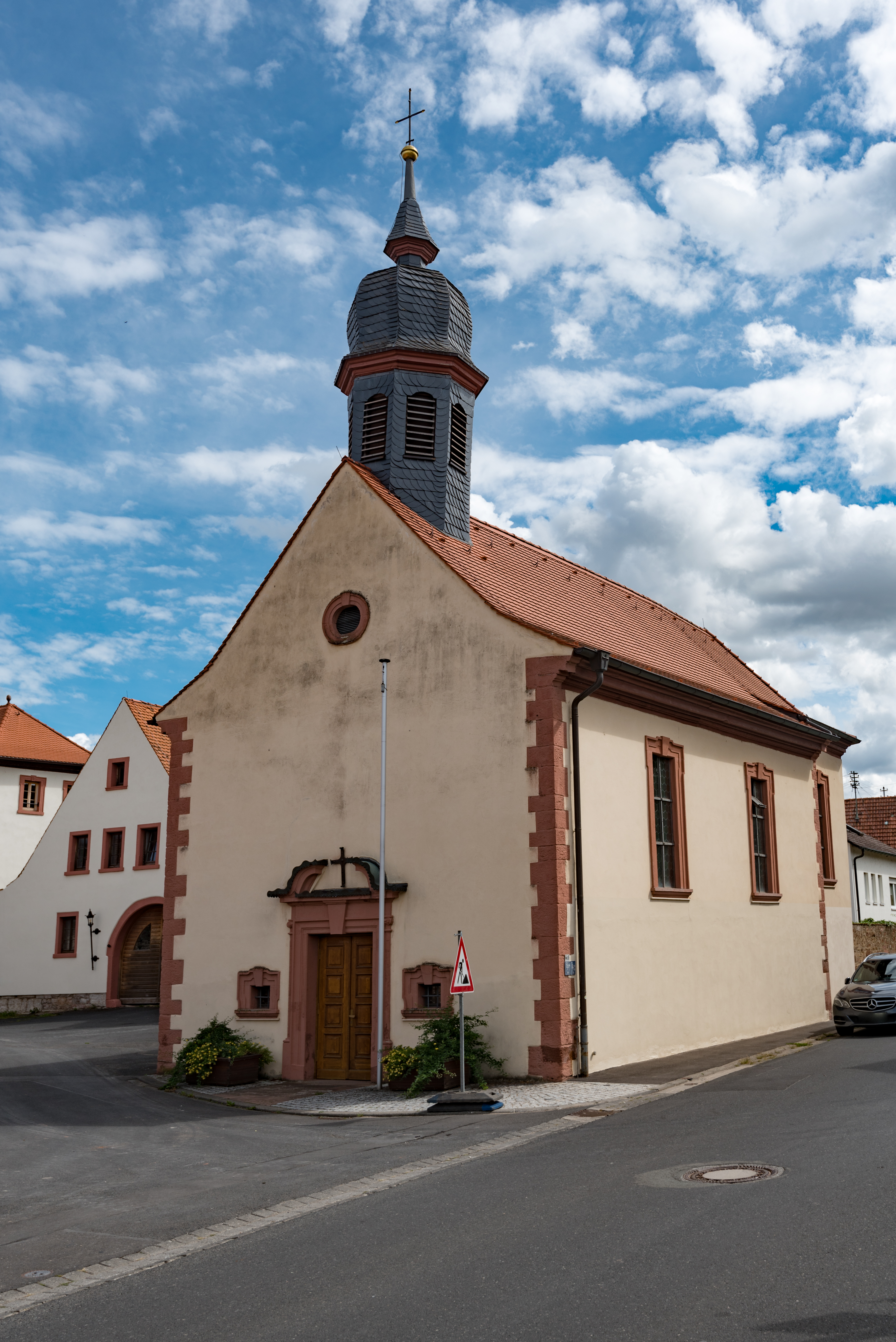
St. Hubertus (Sachsenheim)

Die römisch-katholische Filialkirche St. Hubertus befindet sich in Sachsenheim, einem Gemeindeteil von Gössenheim im unterfränkischen Landkreis Main-Spessart in Bayern. Das denkmalgeschützte Bauwerk stammt aus dem 18. Jahrhundert. Die Kirche gehört zur Pfarrei St. Radegundis (Gössenheim) der Pfarreiengemeinschaft Unter der Homburg (Gössenheim) im Dekanat Karlstadt des Bistums Würzburg.
Kirchenpatron ist Hubertus von Lüttich.

## Beschreibung
Die barocke Saalkirche wurde am 24. Mai 1737 dem Heiligen Hubertus geweiht. Sie besteht aus einem Langhaus und einem eingezogenen, dreiseitig geschlossenen Chor im Osten. Aus dem Satteldach des Langhauses erhebt sich im Westen ein achteckiger, schiefergedeckter, mit einer  Zwiebelhaube bedeckter Dachreiter, der hinter den Klangarkaden den Glockenstuhl beherbergt. In der Fassade im Westen befindet sich das Portal, das mit einem Sprenggiebel bedeckt ist.